# Yonthe Chico
Yonthe Chico är en ort i Mexiko.   Den ligger i kommunen Alfajayucan och delstaten Hidalgo, i den sydöstra delen av landet, 110 km norr om huvudstaden Mexico City. Yonthe Chico ligger 1 922 meter över havet och antalet invånare är 719.
Terrängen runt Yonthe Chico är kuperad åt sydost, men åt nordväst är den platt. Runt Yonthe Chico är det ganska tätbefolkat, med 60 invånare per kvadratkilometer. Närmaste större samhälle är Alfajayucan, 2,2 km väster om Yonthe Chico. Omgivningarna runt Yonthe Chico är i huvudsak ett öppet busklandskap.